# ヘルメット (バンド)
ヘルメット（英: Helmet）は、アメリカ合衆国出身のオルタナティヴ・メタル・バンド。1998年に一度解散したが、唯一の創設メンバーであるペイジ・ハミルトンを中心に2004年から活動を再開。

## メンバー

### 現ラインナップ
- ペイジ・ハミルトン (Page Hamilton) - ボーカル、リードギター (1989年-1998年、2004年- )
- ダン・ビーマン (Dan Beeman) - リズムギター (2008年- )
- デイヴ・ケース (Dave Case) - ベース (2010年- )
- カイル・スティーヴンソン (Kyle Stevenson) - ドラムス (2006年- )

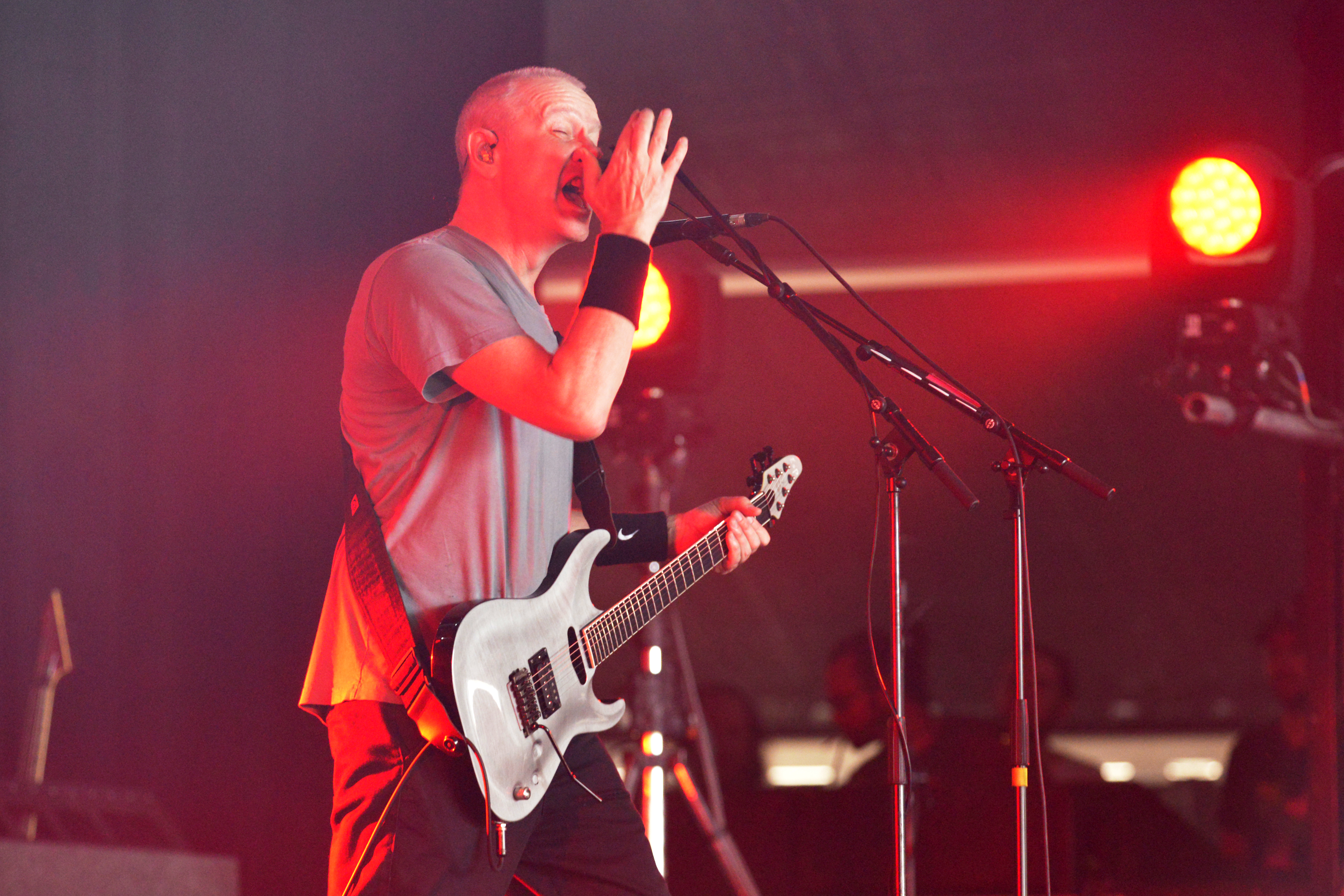
ペイジ・ハミルトン (Vo) 2017年
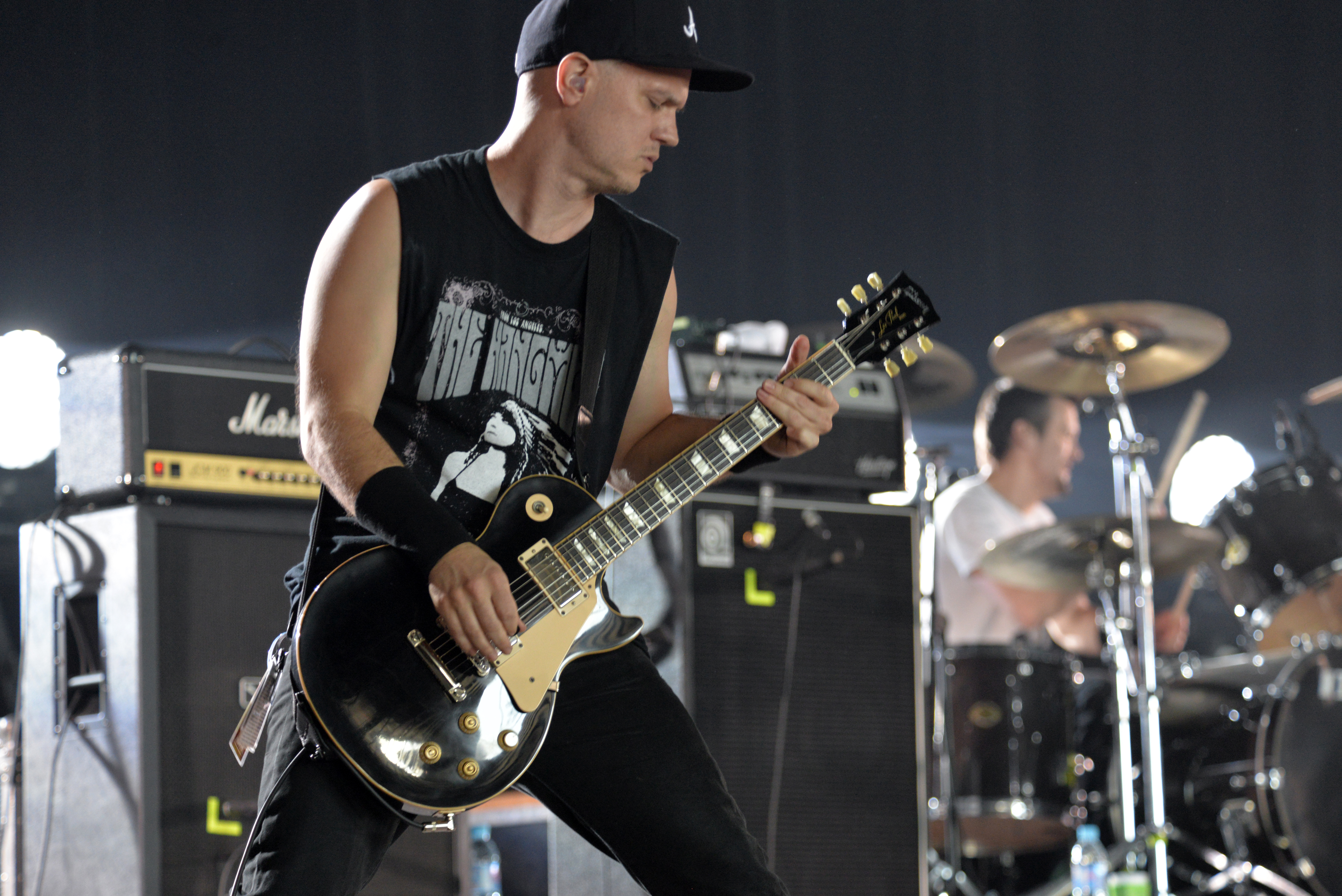
ダン・ビーマン (G) 2017年

### 旧メンバー
- ピーター・メンジディ (Peter Mengede) - リズムギター (1989年-1993年)
- ヘンリー・ボグダン (Henry Bogdan) - ベース (1989年-1998年)
- ジョン・ステニアー (John Stanier) - ドラムス (1989年-1998年)
- ロブ・エチェベリア (Rob Echeverria) - リズムギター (1993年-1996年)
- クリス・トレイナー (Chris Traynor) - リズムギター、ベース (1997年-1998年、2004年-2006年)
- フランク・ベロ (Frank Bello) - ベース (2004年-2005年)
- ジョン・テンペスタ (John Tempesta) - ドラムス (2004年-2006年)
- ジェレミー・シャトレイン (Jeremy Chatelain) - ベース (2005年-2006年)
- マイク・ジョスト (Mike Jost) - ドラムス (2005年-2006年)
- ジミー・トンプソン (Jimmy Thompson) - リズムギター (2006年-2008年)
- ジョン・フラー (Jon Fuller) - ベース (2006年-2010年)

## ディスコグラフィ

### スタジオ・アルバム
- 『ストラップ・イット・オン』 - Strap It On (1990年)
- 『ミーンタイム』 - Meantime (1992年)
- 『ベティ』 - Betty (1994年)
- 『アフターテイスト』 - Aftertaste (1997年)
- 『サイズ・マターズ』 - Size Matters (2004年)
- 『モノクローム』 - Monochrome (2006年)
- 『シーイング・アイ・ドッグ』 - Seeing Eye Dog (2010年)
- 『DEAD TO THE WORLD』 - Dead to the World (2016年)[4]
- Left (2023年)

### ライブ・アルバム
- Live And Rare (2021年) ※アメリカ・ニューヨークCBGB公演 (1990年1月27日)とオーストラリア・メルボルンで開催された「Big Day Out Festival」(1993年)の音源を収録[5]。

### コンピレーション・アルバム
- 『ボーン・アノイング〜アンフェタミン・シングルズ』 - Born Annoying (1995年)
- Unsung:The Best Of Helmet(1991-1997) (1997年)